# Dempster Highway

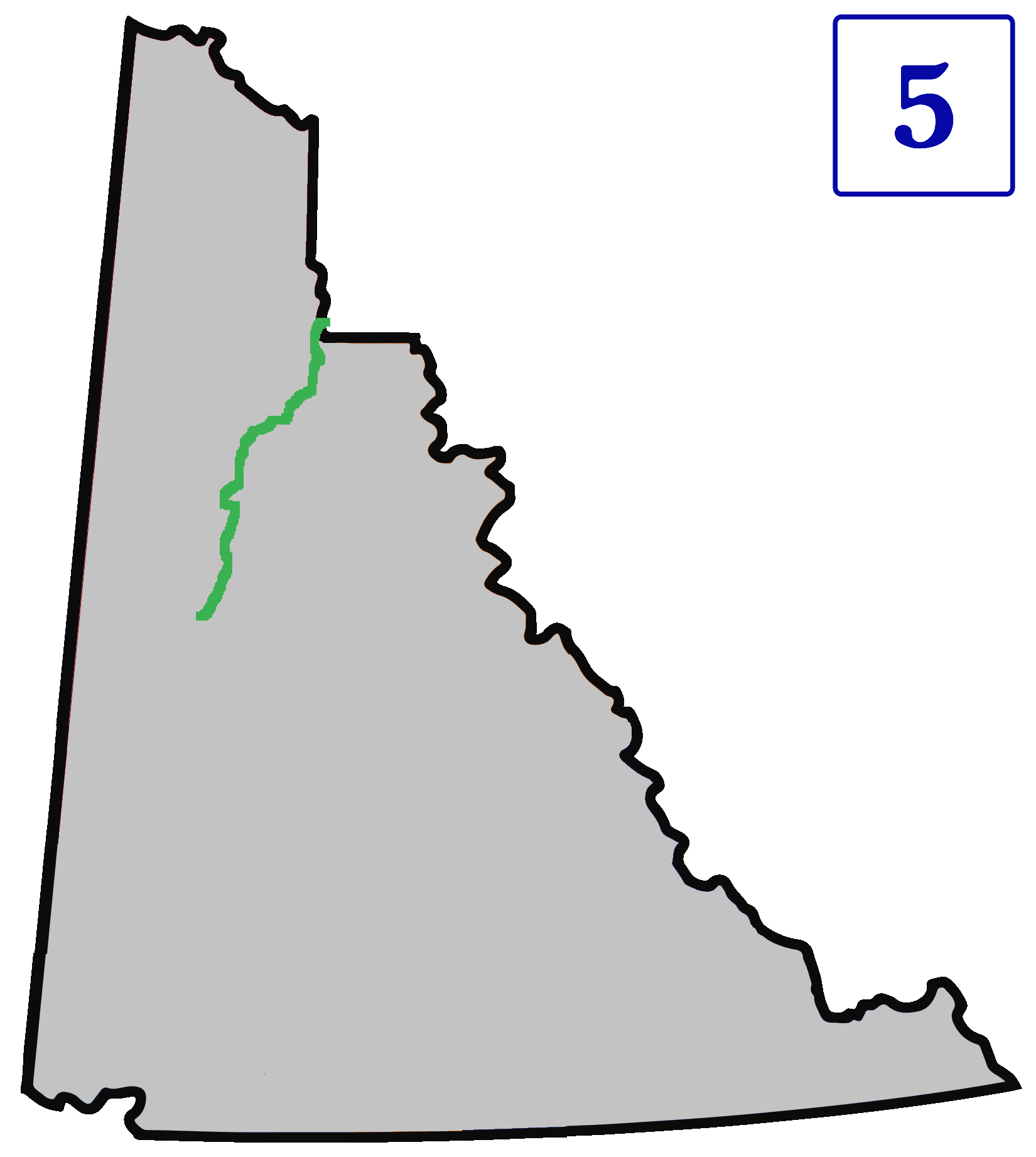
Mapa

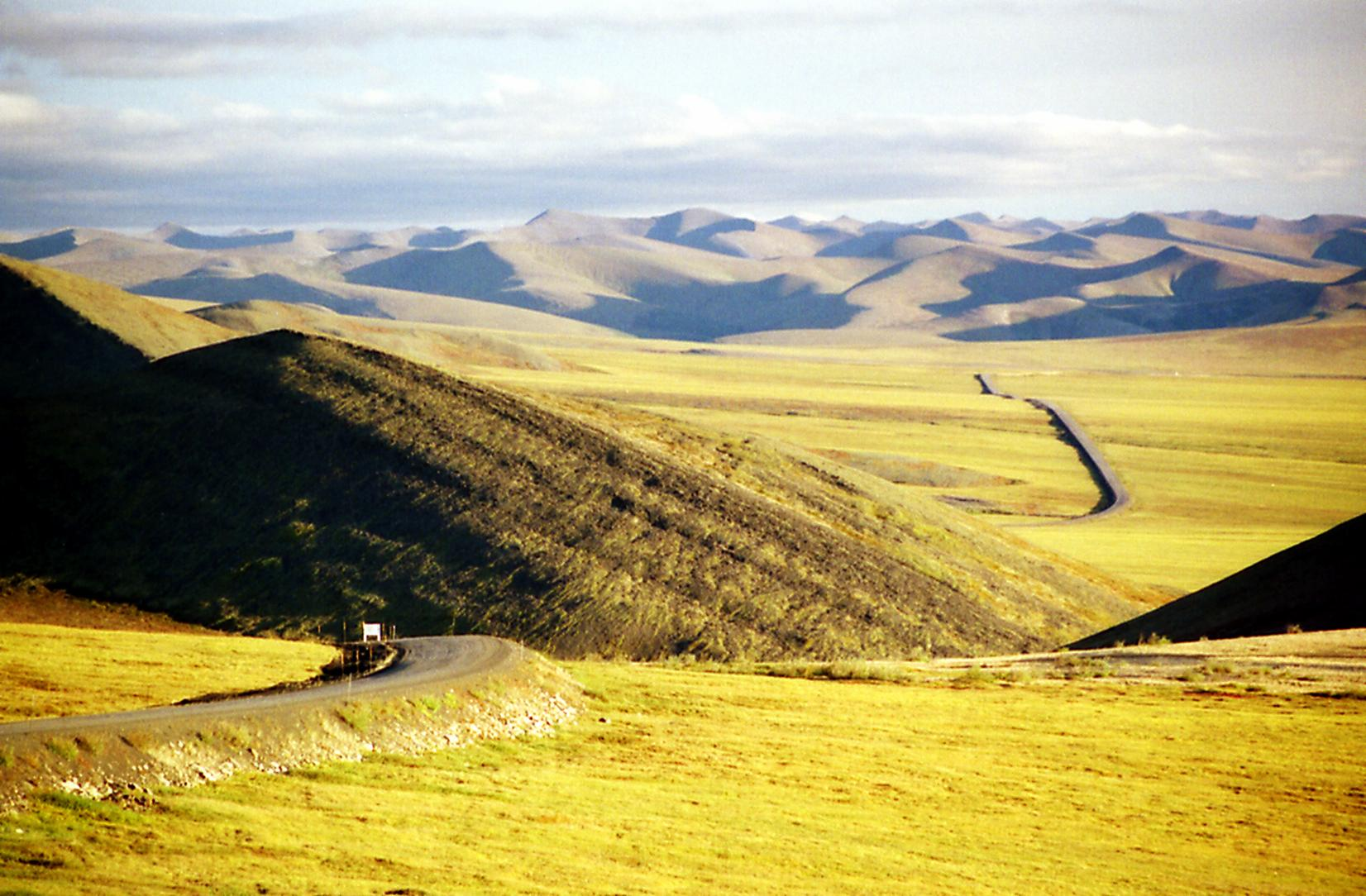
Dálnice v blízkosti hranice mezi Yukonem a Severozápadními teritorii. Fotografie pořízená z Wright Pass směrem k jihu na Richardson Mountains

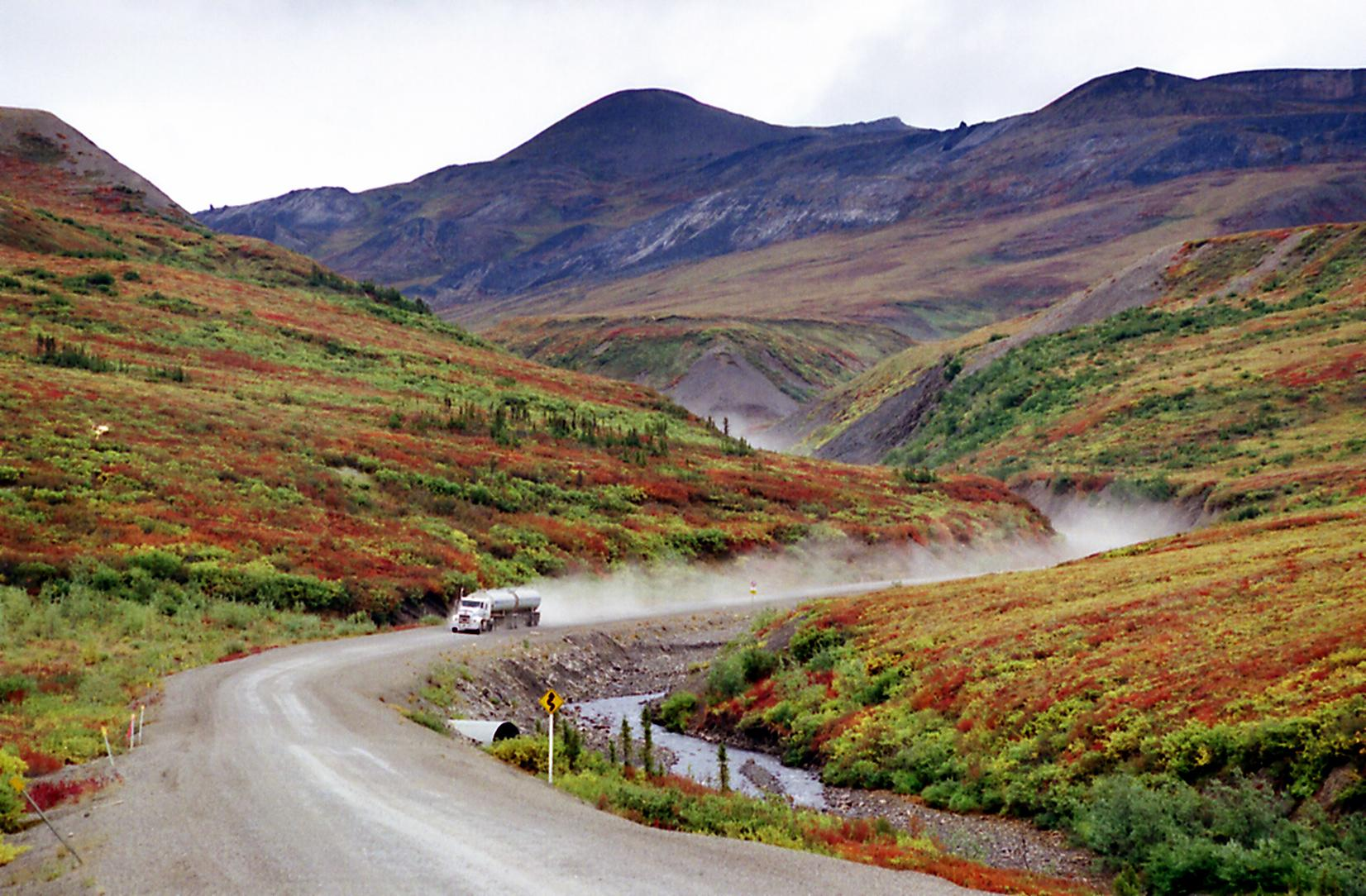
Nákladní automobil projíždějící Richardson Mountains

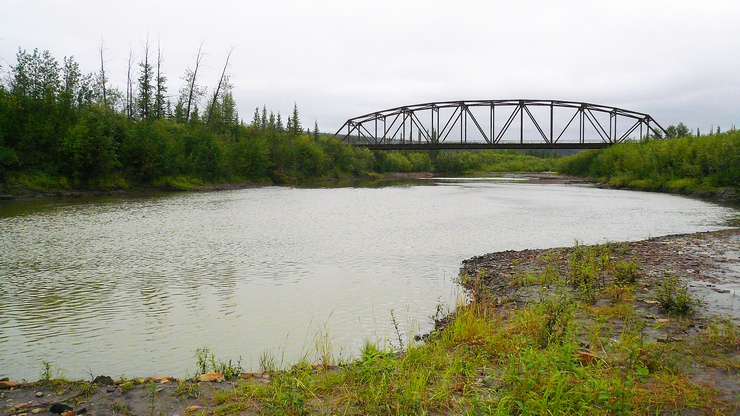
Most přes řeku Eagle River

Dempster Highway, také Yukon Highway 5 nebo Northwest Territories 8, je 738 kilometrů dlouhá dálková silnice se štěrkovým povrchem v kanadských Severozápadních teritoriích a v teritoriu Yukon, spojující dálnici Klondike Highway s městem Inuvik v deltě řeky Mackenzie.

## Historie
O výstavbě dálnice rozhodla kanadská vláda v roce 1958, cílem bylo zpřístupnit bohatá naleziště ropy v Beaufortově moři. Celá trasa byla dokončena v roce 1979, slavnostní otevření se konalo 18. srpna 1979 v yukonském Flat Creek.
Jméno nese po inspektoru Williamu Dempsterovi z Královské jízdní policie, jenž jako mladý konstábl často jezdil se psím spřežením z Dawson City do Fort McPherson v Severozápadních teritoriích.
Dálnice je jedinou silnicí v Kanadě, která překračuje severní polární kruh. Je dodnes jednou ze dvou takových na americkém kontinentě. Druhou je aljašská Dalton Highway v USA.

## Průběh trasy
Dálnice začíná přibližně 40 km (25 mil) východně od Dawson City, kde se odděluje od Klondike Highway, a pokračuje přes Ogilvie a Richardson Mountains až do Inuviku. Když je delta řeky Mackenzie v zimě zamrzlá, pokračuje dálnice ještě 194 kilometrů do Tuktoyaktuku na pobřeží Severního ledového oceánu.
Přibližně v polovině délky v Eagle Plains je čerpací stanice a také možnost přenocování. Podél celé trasy se nachází jen dvě obydlená místa, osady Fort McPherson a Tsiigehtchic. Mnoho úseků dálnice vede po starých stezkách pro saně tažené psími spřeženími.

## Provoz
Dempster Highway bývá dvakrát ročně na několik týdnů uzavřena: během období tání, kdy se Mackenzie vylévá z břehů, a na podzim, kdy začíná opět zamrzat.
Kvůli obtížným fyzikálním podmínkám v oblasti, kterou prochází, je konstrukce silnice unikátní. Těleso dálnice leží na štěrkovém loži, které jej izoluje od permafrostu. Síla štěrkové vrstvy se pohybuje od 1,2 do 2,4 metru.